# Dalophia longicauda
Espèce
Synonymes
- Monopeltis longicauda Werner, 1915

Dalophia longicauda est une espèce d'amphisbènes de la famille des Amphisbaenidae.

## Répartition
Cette espèce se rencontre en Namibie, au Botswana et au Zimbabwe.

## Publication originale
- Werner, 1915 : Reptilia und Amphibia in Michaelsen, 1915 : Beiträge zur Kenntnis der Land- und Süsswasserfauna Deutsch-Südwestafrikas, vol. 3, p. 325-376 (texte intégral).